# Spazio separabile
In matematica, e più precisamente in topologia, uno spazio separabile è uno spazio topologico che contiene un sottoinsieme numerabile e denso.
Gli spazi usati generalmente in analisi matematica e in geometria sono separabili: ad esempio la retta reale è separabile, perché contiene i numeri razionali, che sono un sottoinsieme denso e numerabile.
Allo stesso modo in cui i numeri reali possono essere approssimati, con la precisione desiderata, con numeri razionali, così uno spazio separabile possiede sottoinsiemi numerabili, tramite i quali ci si può avvicinare quanto si vuole a ogni suo elemento, nel senso di limite matematico.

## Definizione
Uno spazio topologico {\displaystyle X} è detto separabile se esiste un sottoinsieme numerabile e denso in {\displaystyle X}, cioè:
{\displaystyle {\overline {\{x_{n}\in X,n=1,2,\ldots \}}}=X}.

## Esempi
- Uno spazio discreto è separabile se e solo se è numerabile.
- I numeri reali {\displaystyle \mathbb {R} } con l'usuale topologia formano uno spazio separabile: l'insieme {\displaystyle \mathbb {Q} } dei numeri razionali è un sottoinsieme denso e numerabile. Più in generale, uno spazio euclideo {\displaystyle \mathbb {R} ^{n}} è separabile, perché contiene l'insieme {\displaystyle \mathbb {Q} ^{n}} denso e numerabile.
- Lo spazio delle funzioni continue sull'intervallo {\displaystyle [0,1]} con la metrica della convergenza uniforme è separabile: i polinomi a coefficienti razionali formano un sottoinsieme denso e numerabile (teorema di approssimazione di Weierstrass).
- Uno spazio di Hilbert è separabile se e solo se ha una base ortonormale numerabile.

## Proprietà
- L'immagine di uno spazio separabile tramite una funzione continua è separabile. Quindi lo spazio quoziente di uno spazio separabile è separabile.
- Il prodotto di una quantità numerabile di spazi separabili è separabile.
- Un sottospazio di uno spazio separabile può non essere separabile. Infatti ogni spazio non separabile è contenuto in uno separabile: è sufficiente aggiungere allo spazio non separabile un punto, e imporre che la chiusura di questo sia tutto lo spazio.
- D'altra parte, ogni sottospazio aperto di uno spazio separabile è separabile e ogni sottospazio di uno spazio metrico separabile è separabile[3].
- La cardinalità di uno spazio di Hausdorff separabile è al più {\displaystyle 2^{C}}, dove {\displaystyle C=\operatorname {card} (\mathbb {R} )}.
- L'insieme di tutte le funzioni continue a valori in {\displaystyle \mathbb {R} } su uno spazio separabile ha cardinalità al più {\displaystyle C}.